# Boku no Natsuyasumi 2
Boku no Natsuyasumi 2: Umi no Bouken-hen (яп. ぼくのなつやすみ2海の冒険篇 Боку но Нацуясуми 2: Уми но Бо:кэн-хэн) — компьютерная игра, разработанная японской студией Millennium Kitchen и опубликованная Sony Computer Entertainment для приставки PlayStation 2. Является продолжением Boku no Natsuyasumi и была выпущена 11 июля 2002 года. Версия для PlayStation Portable была выпущена 24 июня 2010 года. 

## Игровой процесс и сюжет
Игра в целом подобна первой Boku no Natsuyasumi, то есть представляет собой нелинейный симулятор, где игрок управляет мальчиком, который исследует сельскую местность, ловит насекомых, рыб, общается с местными жителями. В игре есть ряд нововведений, вроде возможности плавать, кататься на велосипеде, получать солнечные ожоги, была увеличена коллекция насекомых до 100, введена возможность коллекционировать игрушечных динозавров, собирать деньги и на них покупать сладости. 
Согласно сюжету, в августе 1975 года главный герой Боку отправляется на летние каникулы в прибрежную деревню Фуми на полуострове Идзу, поскольку его мать вот-вот должна родить ребёнка. Боку живёт у его дяди Гэнто Арасэ по материнской линии и его жены Мицуко Арасэ, которые владеют небольшим гостевым домом. У них также живут их два сына — Такэси и Сигэру. Сиквел происходит в альтернативной вселенной, в другой части Японии, но в игре встречается много тех же персонажей, что и в первой части. 

## Разработка
Разработка игры началась после коммерчески успешного выхода первой части Boku no Natsuyasumi, созданием руководил Кадзу Аябэ. Изначально Аябэ не планировал создавать сиквел, но захотел создать лучшею версию игры, имея возможность внедрить игровые функции, не возможные на первой PlayStation. Локации в игре были созданы по образу сельской местности Футо при городе Ито в префектуре Сидзуока. Аябэ упоминал, что сам бывал в Футо и видел на берегу играющих детей, тогда он решил использовать эти локации в сиквеле. Аябэ при создании игры также вдохновлялся посёлком Убуд в Бали, Индонезии, заметив, он напомнил ему сельскую Японию прошлого.

## Восприятие
Журнал Famitsu присудил игре 33 балла из 40 возможных. Игра также была рекомендована жюри на шестом фестивале Japan Media Arts в 2002 году. 1 ноября 2023 года была выпущена версия с фанатским переводом на английский язык. Пользователь Hilltop для этой цели запустил краудфандинговую программу на Patreon и в течение 11 месяцев перевёл 5000 строк текста.